# Ołeksandr Sopko
Ołeksandr Ołeksandrowycz Sopko, ukr. Олександр Олександрович Сопко, ros. Александр Александрович Сопко, Aleksandr Aleksandrowicz Sopko (ur. 11 maja 1958 w Krzywym Rogu) – ukraiński piłkarz, grający na pozycji obrońcy, trener piłkarski.

## Kariera piłkarska

### Kariera klubowa
W wieku 12 lat trafił do Szkoły Piłkarskiej Krywbasa Krzywy Róg, w którym rozpoczął karierę piłkarską. W 1976 został piłkarzem Dynama Kijów, w której zaczął od drużyny rezerwowej. Przez kontuzje nie potrafił przebić się do podstawowego składu Dynama. W 1981 przeszedł do Szachtara Donieck, który wtedy trenował Wiktor Nosow, który znał go wtedy kiedy pracował asystentem w Krywbasie. Przez 10 lat występował w donieckiej drużynie. Po rozpadzie ZSRR wyjechał do Czechosłowacji. Najpierw był na testach w Brnie, jednak trenerzy stawiali na młodych piłkarzy i wtedy podpisał kontrakt z klubem z Koszyc. Potem również przez wiek był zmuszony zmienić klub na MFK Zemplín Michalovce, w którym po sezonie ukończył karierę piłkarską.

### Kariera reprezentacyjna
Występował w składzie juniorskiej reprezentacji ZSRR w turnieju finałowym Mistrzostw Świata U-20 w Tunezji.

## Kariera trenerska
Po zakończeniu kariery piłkarskiej otrzymał propozycję pracy na stanowisku głównego trenera swego byłego klubu MFK Zemplín Michalovce. Po trzech lat stęsknił się za rodziną i powrócił do Ukrainy, gdzie zajął się własnym biznesem.

## Sukcesy i odznaczenia

### Sukcesy klubowe
- mistrz ZSRR: 1980
- finalista Pucharu ZSRR: 1986
- finalista Superpucharu ZSRR: 1986

### Sukcesy reprezentacyjne
- mistrz Świata U-20: 1977

### Odznaczenia
- tytuł Mistrza Sportu ZSRR: 1977